# 山崎芳樹
山崎芳樹（日语：やまさき よしき，1914年4月8日—2014年3月10日）乃日本廣島縣廣島市出身的企業家，曾任馬自達汽車公司第5任社長、廣島商工會議所會長等職務。此外，山崎也是一名足球選手，亦曾創設東洋工業足球部（今廣島三箭隊）並擔任第一代總教練。

## 生平略歷
1914年（大正3年）4月8日山崎出生於廣島縣安藝郡仁保島村大河（今廣島市南區北大河町），就讀廣島高等師範學校附屬小學（今廣島大學附屬小學）五年級時開始對足球產生興趣，進入廣島縣立第一中學（今廣島縣立廣島國泰寺高等學校）時便加入足球社團。後來山崎重考兩次，才進入廣島高等工業學校機械工學科（今廣島大學工學部）就讀。
1938年（昭和13年）山崎進入東洋工業（馬自達汽車前身）就職，一年後創立東洋工業足球部（今廣島三箭隊），身兼選手、總教練二職。當時該隊在縣大會遭遇的強敵為吳海軍工廠組成的隊伍，於是該隊連休假日都集合練球。後來，該隊終於在1941年（昭和16年）第8屆中國企業隊足球大會上奪得優勝。不過1943年因太平洋戰爭戰況日益嚴峻，該隊不得不停止所有活動。1945年（昭和20年）8月6日發生廣島市原子彈爆炸事件，東洋工業的工具機工事辦公室也遭受波及，但是山崎是否為被爆者，資料並不明確。
1947年（昭和22年）足球部恢復活動，錢村健次、小畑實 (足球選手)等相繼加入，壯大其實力，終於在1949年（昭和24年）首度進入全日本足球錦標賽（今天皇杯），並在1954年奪下亞軍。1965年（昭和40年）起山崎以東洋工業足球部部長的名義，登錄在日本足球聯盟的記錄中。

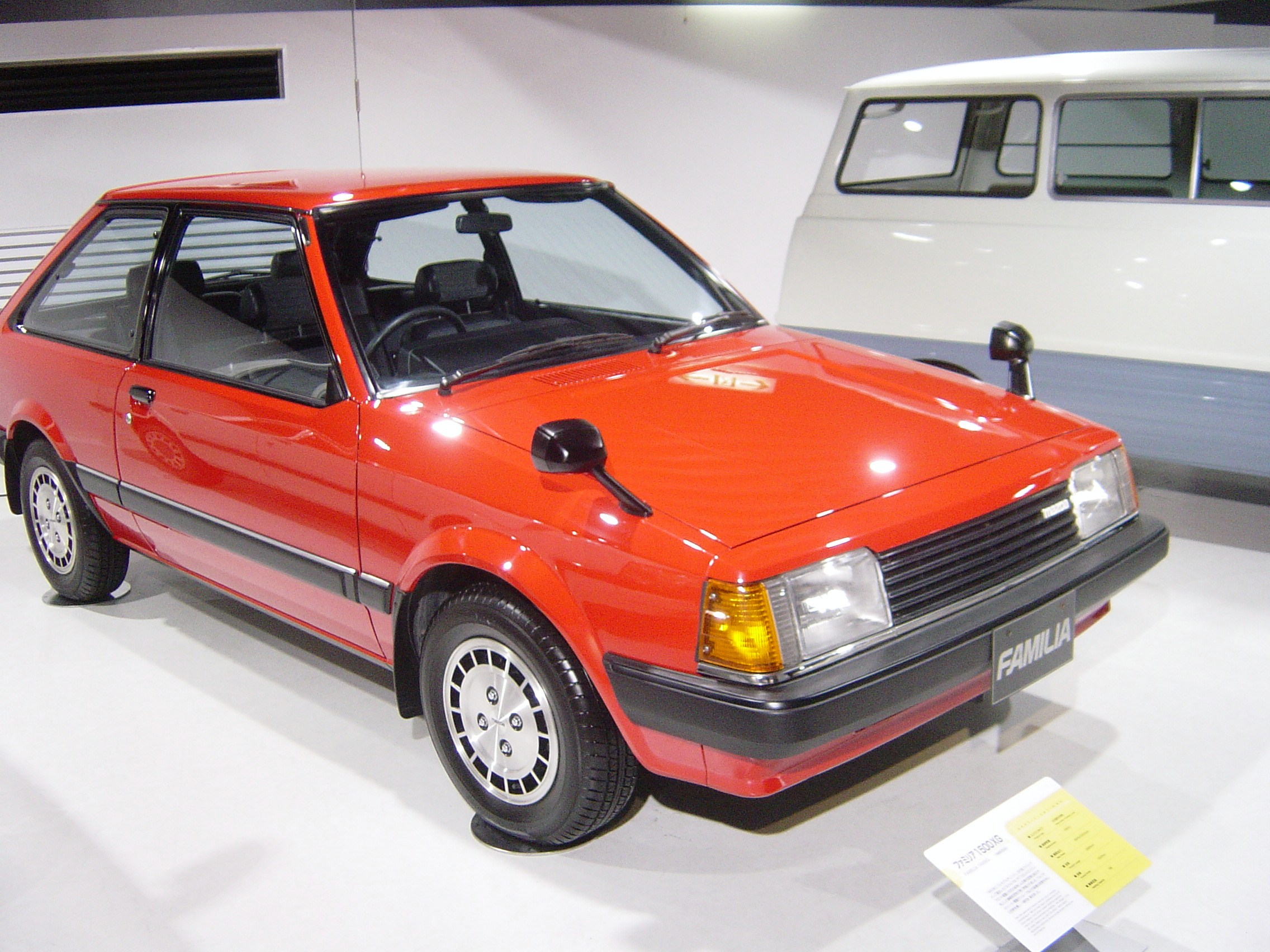
第五代Familia

1960年5月28日東洋工業推出R360 Coupe，正式跨足四輪乘用車領域；1965年社長松田恒次指定山崎擔任董事兼汽車製造部部長。1973年（昭和48年）升任常務董事，1975年（昭和50年）成為專務董事。但是，1973年發生的石油危機重挫汽車業，造成1975年東洋工業竟出現173億日圓的嚴重赤字。在主要往來銀行住友銀行（以下簡稱住銀）的主導下，該公司進行重整再建；經小松勇五郎及通商產業省（今經濟產業省）的斡旋，創設東洋工業的松田家離開經營階層。於是，1977年（昭和52年）12月山崎芳樹以松田家以外的首位經營者之姿接下社長一職。
由於住銀的強力主導，該銀行派出村井勉擔任副社長。1978年上市的第一代Savanna RX-7一炮而紅，1979年（昭和54年）起該公司開始和美國福特汽車磋商入股事宜，同年11月後者決定挹注資金，持有約25%股份。1980年（昭和55年）問世的第五代Familia獲得熱烈迴響，除了奪下當年第一屆日本年度風雲車獎項，也幫助該公司暫時脫離經營危機問題。翌年新落成的防府工廠開始投入生產，同年設立Autorama經銷商體系。此時也因日本長年貿易順差，造成日美貿易摩擦，馬自達北美分公司的進口額遭到美方限制。1984年（昭和59年）5月東洋工業正式更名成「馬自達」，山崎也在本年12月辭去社長一職，交棒給山本健一。
山崎自1985年（昭和60年）起連續三年擔任廣島商工會議所會長，1998年（平成10年）就任馬自達董事會名譽會長暨顧問，另外也身兼日本汽車工業協會理事、廣島縣經濟同友會理事、廣島縣足球協會會長、廣島證券交易所理事長、廣島日伯協會會長等多項職務。此外，1990年代初期他也為了東洋工業足球部職業化成廣島三箭隊付出諸多努力。
2014年（平成26年）3月10日凌晨0時25分因自然衰老死亡，於自宅過世，享壽99歲。

## 外部連結
- （日語）鯉城同窓会：山崎芳樹[永久]